# Limedsforsen
Limedsforsen – miejscowość (tätort) w Szwecji, w regionie administracyjnym (län) Dalarna, w gminie Malung-Sälen.
Według danych Szwedzkiego Urzędu Statystycznego liczba ludności wyniosła: 383 (31 grudnia 2015), 380 (31 grudnia 2018) i 368 (31 grudnia 2019).